# المشرف (حالمين)

تعديل مصدري - تعديل

المشرف هي إحدى قرى عزلة حبيل الريدة بمديرية حالمين التابعة لمحافظة لحج، بلغ تعداد سكانها 78 نسمة حسب تعداد اليمن لعام 2004.